# USS Pensacola (CA-24)
Lo USS Pensacola (codice e numero d'identificazione CA-24) è stato un incrociatore pesante appartenente alla United States Navy, prima ed eponima unità della stessa classe e così nominato dall'omonima città in Florida. Impostato e varato come incrociatore leggero (CL-24), fu riclassificato pesante nel luglio 1931 in relazione alle nuove categorizzazioni decise dal trattato navale di Londra.
Negli anni 1930 operò dapprima lungo la costa orientale statunitense, quindi da San Diego, California sulla costa occidentale; dal 1939 fu di stanza a Pearl Harbor con il resto della 4ª Divisione incrociatori cui apparteneva. Assente durante l'improvviso attacco giapponese alla base avvenuto il 7 dicembre 1941, il Pensacola (ora parte della 5ª Divisione incrociatori) scortò le portaerei USS Lexington e USS Yorktown nei primi rapidi raid statunitensi sulle isole Marshall, Wake e Nuova Guinea (gennaio-marzo 1942), quindi partecipò, sempre nel ruolo di protezione, alla cruciale battaglia delle Midway all'inizio di giugno. Prese parte alla difficile campagna di Guadalcanal a copertura della flotta di portaerei del contrammiraglio Frank Fletcher nel corso delle feroci battaglie aeronavali per il possesso dell'isola. Nella notte del 30 novembre 1942 intercettò con altri incrociatori e cacciatorpediniere una forza navale leggera giapponese, che tuttavia inflisse gravissimi danni e perdite alla squadra avversaria: il Pensacola fu colpito da un siluro che provocò estese devastazioni, costringendolo a un anno di immobilità nei cantieri di Espiritu Santo e Pearl Harbor.
Tra il novembre 1943 e l'aprile 1944 tornò in azione di scorta alla forza di portaerei veloci della marina, dando inoltre il proprio sostegno alle truppe sbarcate sull'atollo Kwajalein. In estate operò invece nel teatro settentrionale del fronte del Pacifico, quindi alla fine di ottobre fu coinvolto con la Terza Flotta nella battaglia del Golfo di Leyte. Nel 1945 il Pensacola conobbe un'intensa attività nelle squadre da bombardamento che martellarono Iwo Jima e Okinawa sia prima, sia durante gli assalti anfibi e i feroci scontri a terra, venendo danneggiato dalle batterie costiere. Dopo la fine della seconda guerra mondiale il 15 agosto 1945, il Pensacola riportò in patria gruppi di personale smobilitato; a luglio 1946 si trovava tra le navi bersaglio dell'operazione Crossroads, il test nucleare sull'atollo di Bikini, cui sopravvisse. Fu infine affondato il 10 novembre.

## Servizio operativo

### Costruzione

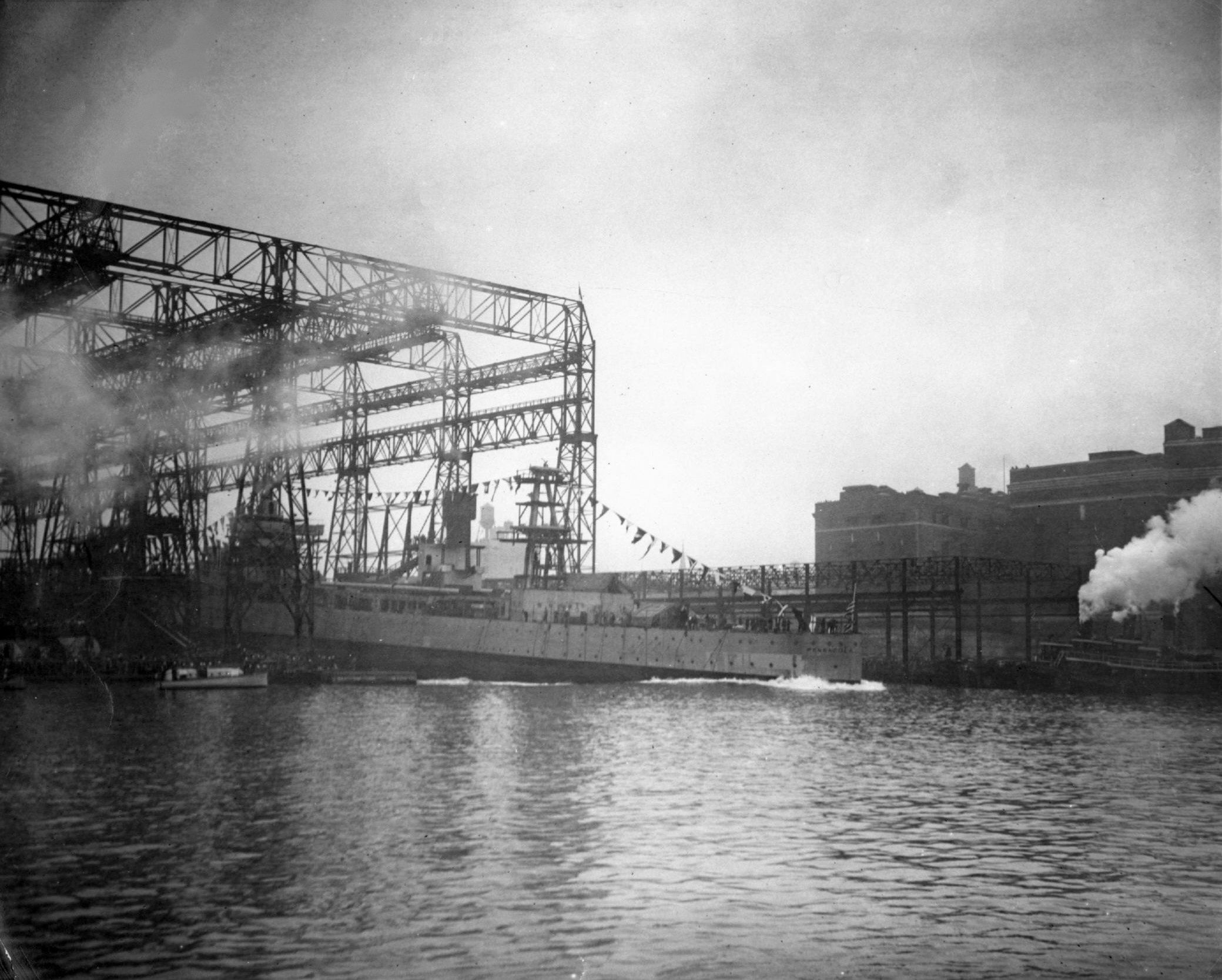
Il varo del Pensacola al New York Navy Yard

Il Pensacola fu impostato come incrociatore leggero nel New York Navy Yard il 27 ottobre 1926, varato il 25 maggio 1929 e infine completato il 6 febbraio 1930, data alla quale entrò in servizio. Il comando fu assunto dal capitano di vascello Alfred Graham Howe e la nave ricevette il codice di chiamata radio in alfabeto fonetico "November-India-Juliet-Sierra".

### Anni 1930
Da marzo a giugno il Pensacola eseguì la crociera di collaudo e messa a punto, che lo portò a toccare i porti del Cile e del Perù; subito dopo fu integrato nella 4ª Divisione incrociatori. Il 1º luglio 1931, a seguito della stipula del trattato navale di Londra, fu riclassificato incrociatore pesante a causa dell'armamento su cannoni da 203 mm; il 28 dicembre il comando passò al capitano di vascello David Worth Bagley. Operò dunque al largo della costa orientale degli Stati Uniti e nelle acque dei Caraibi fino all'inizio del 1935. In questo periodo il comando dell'incrociatore era passato al capitano di vascello Herbert Halan Michael (dal 10 giugno 1933). Nel gennaio 1935 il Pensacola e il resto della 4ª Divisione furono trasferiti alla Flotta del Pacifico e basati nel porto di San Diego, California. L'incrociatore servì sulla costa occidentale fino all'ottobre 1939, quando fu stanziato a Pearl Harbor, in pieno Oceano Pacifico. Nel corso degli anni 1935-1939 il comando fu tenuto dai seguenti ufficiali: capitano di vascello Russell Sydnor Crenshaw (12 aprile 1935-16 giugno 1936), capitano di vascello George Hall Bowdey (16 giugno 1936-6 dicembre 1937), capitano di vascello Andrew Daniel Denney (6 dicembre 1937). Questi mantenne il posto fino al 12 dicembre 1939, quando lo sostituì il capitano di vascello Norman Scott.

### La seconda guerra mondiale

#### 1941-1942
Nel gennaio 1941 il Pensacola fu riassegnato alla 5ª Divisione incrociatori. Il 29 novembre salpò da Pearl Harbor per scortare un convoglio navale diretto a Manila nelle Filippine, noto come "Convoglio Pensacola". Nel corso della navigazione si verificò l'attacco di Pearl Harbor e poco dopo ebbe inizio l'invasione nipponica dell'arcipelago; il convoglio fu perciò dirottato in Australia e il 7 gennaio 1942 raggiunse Brisbane. Il Pensacola, che aveva ricevuto comunicazione a dicembre di essere nave ammiraglia della 5ª Divisione, fece ritorno a Pearl Harbor senza incidenti: qui il capitano Scott passò il comando al capitano di vascello Frank Loper Lowe.
Il 5 febbraio partì per giungere nelle acque delle Samoa e pattugliarle per prevenire possibili incursioni giapponesi. Il 17 febbraio, visto che l'area era calma, fu aggregato alla Task force 11 costituita attorno alla portaerei USS Lexington e al comando del viceammiraglio Wilson Brown: la formazione tentò un attacco a Rabaul ma fu avvistata e attaccata da diciotto bombardieri nipponici, quindi Wilson si unì nel Mar dei Coralli alla Task force 17 raggruppata attorno alla portaerei USS Yorktown e agli ordini del contrammiraglio Frank Fletcher e il 10 marzo eseguì un'incursione congiunta sulle navi giapponesi nel Golfo di Huon, in Nuova Guinea. Le due Task force ripiegarono su Nouméa dove fecero rifornimento; il Pensacola passò alla TF 17 che per il resto del mese rimase nel Pacifico meridionale, quindi fece ritorno a Pearl Harbor il 21 aprile. Il Pensacola fu riassegnato alla 6ª Divisione incrociatori al comando del contrammiraglio Thomas Kinkaid (USS New Orleans, USS Minneapolis, USS Vincennes, USS Northampton, USS Atlanta), parte della Task force 16 del contrammiraglio Raymond Spruance che era centrata sulle due portaerei USS Enterprise e USS Hornet. La TF 16 partecipò attivamente alla decisiva battaglia delle Midway tra il 4 e il 6 giugno 1942; il Pensacola in particolare fu distaccato nella mattinata del 4 giugno per incrementare la barriera contraerea a difesa della Yorktown, gravemente colpita dai velivoli giapponesi e infine affondata dal sommergibile I-168. L'incrociatore rivendicò quattro abbattimenti. Dopo l'eccezionale vittoria, alla fine del mese caricò a bordo parte dei 1157 uomini componenti il 22º Gruppo aereo del Corpo dei Marine e li trasportò su Midway, poi a luglio si unì alla scorta delle portaerei Enterprise, USS Saratoga e USS Wasp che dovevano fornire il necessario supporto aereo per l'attacco all'isola di Guadalcanal, nelle Salomone meridionali (7 agosto). I combattimenti per il controllo di quest'area si trascinarono e tra la fine di agosto e la metà di settembre 1942 i sommergibili giapponesi riuscirono a colpire la Saratoga e affondare la Wasp.

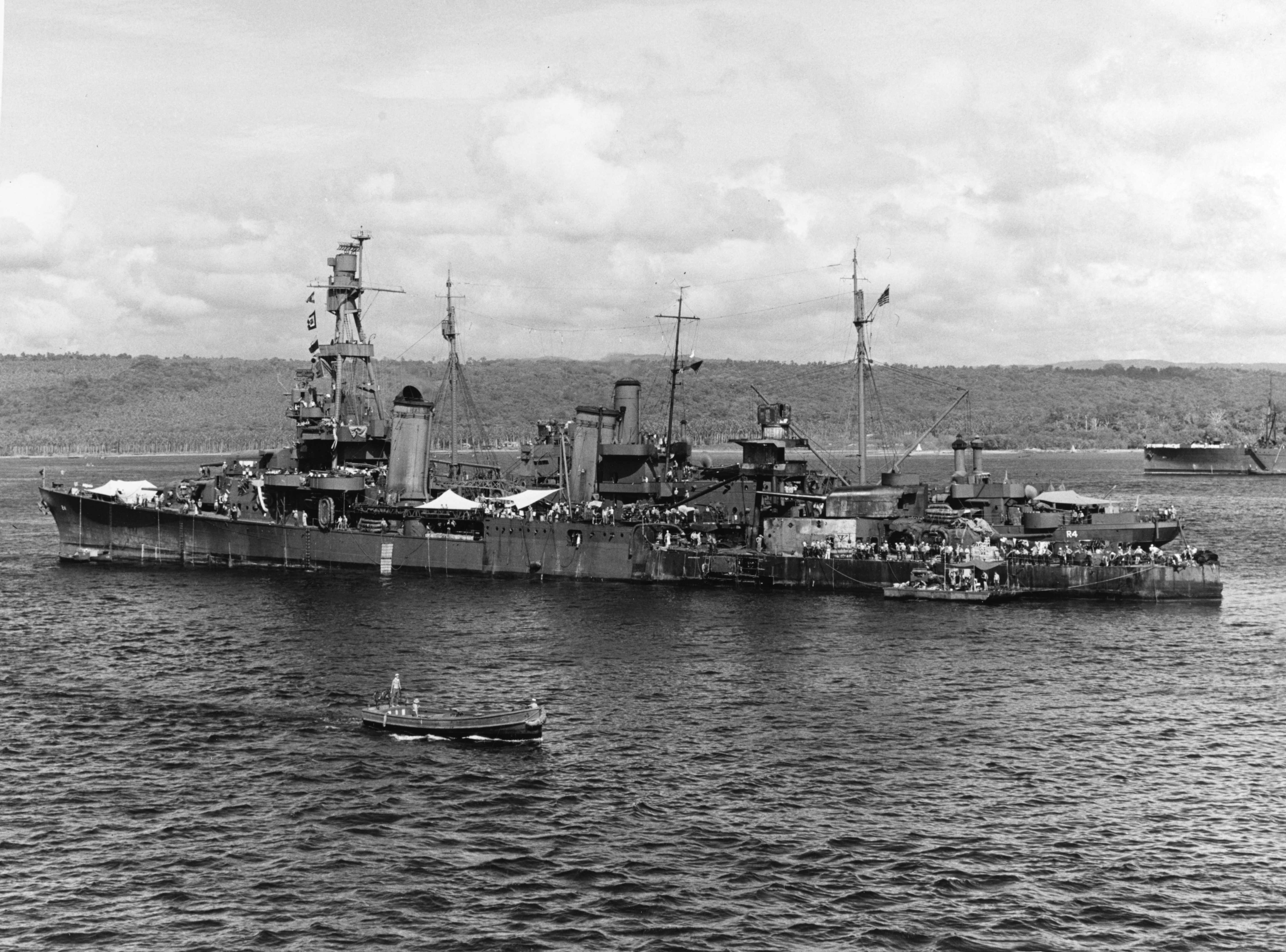
Il Pensacola fermo a Espiritu Santo alcune settimane dopo Tassafaronga. Si nota l'area bruciata verso poppa e la torre numero 3, bloccata in puntamento.

Nel mese di ottobre il Pensacola tornò alla 5ª Divisione incrociatori, a quella data comandata dal contrammiraglio Howard Good e riunente il Northampton e i due incrociatori leggeri USS Juneau e USS San Diego. La divisione fu posta alle dipendenze della Task force 17 (contrammiraglio George Murray) per proteggere la portaerei Hornet. Il 26 ottobre la TF 17 con la Task force 16 e la Task force 64 fu coinvolta nella battaglia delle isole Santa Cruz, cruento scontro aeronavale nel quale i piloti imbarcati giapponesi furono in grado di colare a picco la Hornet nonostante il fitto fuoco di sbarramento. Finita la battaglia, il Pensacola trasse in salvo 188 naufraghi e li portò a Nouméa, quindi tornò nel teatro d'operazioni e fu aggregato alla scorta della portaerei Enterprise: non ebbe dunque parte nella dura battaglia navale di Guadalcanal tra il 13 e il 15 novembre, conclusasi con una pesante sconfitta strategica giapponese.

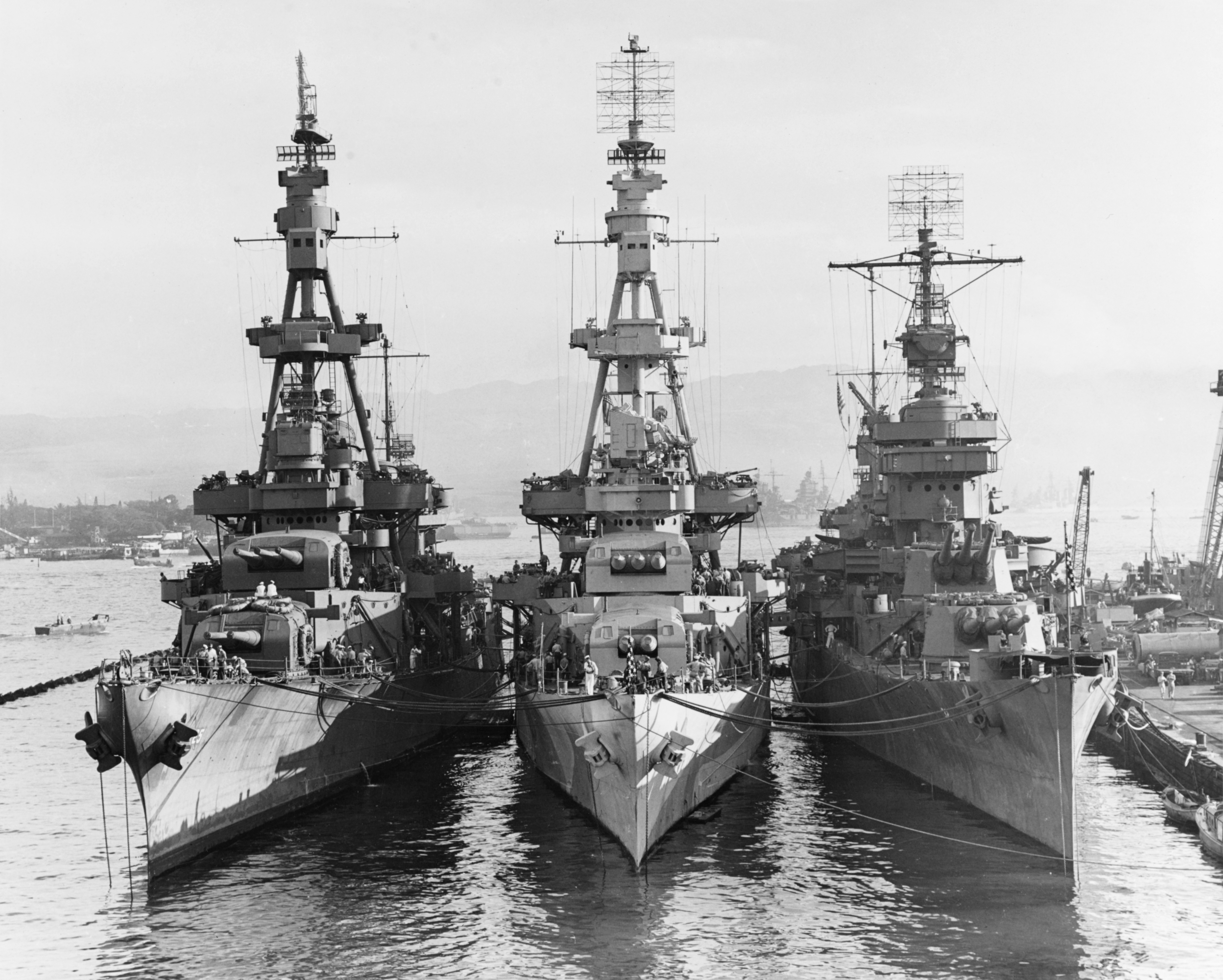
Il Pensacola tra il Salt Lake City (sinistra) e il New Orleans (destra), rimesso a nuovo dopo Tassafaronga: le differenze progettuali sono evidenti

Dal 24 al 28 novembre la ricognizione aerea e membri dei Coastwatchers registrarono un aumento dell'attività navale giapponese nelle isole Shortland, che poteva attestare solo l'organizzazione di una missione di rifornimento notturna per la guarnigione di Guadalcanal. Fu dunque mobilitata la Task force 67 del contrammiraglio Carleton Wright, che contava oltre al Pensacola il Minneapolis (ammiraglia), il New Orleans, il Northampton, l'USS Honolulu e i cacciatorpediniere USS Maury, USS Drayton, USS Fletcher, USS Perkins, USS Lardner e USS Lamson. Il 27 novembre otto cacciatorpediniere giapponesi partirono da Rabaul e la mattina del 30 furono localizzati; la TF 67 salpò da Espiritu Santo (Nuove Ebridi) e giunse a gran velocità sulla costa settentrionale di Guadalcanal da est. Il contrammiraglio Wright dispose le navi in linea di fila con quattro cacciatorpediniere avanti, seguiti dal Minneapolis, New Orleans, Pensacola, Honolulu, Northampton e quindi gli ultimi due cacciatorpediniere e alle 23:20 attaccò le navi giapponesi nei pressi del promontorio Tassafaronga; i cacciatorpediniere nipponici furono colti di sorpresa ma reagirono con rapidità, abbandonando la missione di rifornimento e lanciando uno sciame di siluri per poi ripiegare. Il Minneapolis fu colpito e le navi che seguivano virarono per la maggior parte a sinistra, esponendosi agli ordigni avversari. Alle 23:39 il Pensacola in manovra si trovò sulla traiettoria di un siluro: l'ordigno colpì sul lato di babordo a circa 1,80 metri sotto la linea di galleggiamento, in corrispondenza della paratia 103. L'esplosione squarciò lo scafo dalla paratia 93 alla 108, devastò tutti i ponti nella zona d'impatto e alcuni serbatoi furono aperti, sì che l'olio combustibile, nebulizzato dall'onda d'urto, ricadde sull'intera sovrastruttura poppiera e s'incendiò immediatamente, incenerendo i circuiti elettrici di entrambe le torri che non poterono più brandeggiare; inoltre lo scoppio disassò entrambi gli alberi motore di babordo, che cessarono di funzionare. In totale un tratto di circa 146 metri della murata di sinistra accusò danni gravi e le vibrazioni della detonazione si propagarono nello scafo, deformando le paratie 11 e 15 su ambo i lati della prua. L'acqua allagò rapidamente i serbatoi, i magazzini e la sala macchine di poppa e la nave accusò uno sbandamento di 13°, corretto pompando fuoribordo acqua e combustibile. Alle 23:49 i proiettili da 20 mm per i cannoni contraerei iniziarono a esplodere uno dopo l'altro, seguiti dalle granate da 203 mm a partire dalle 01:45 circa (circa 150 in totale nell'arco di diverse ore). Altre devastazioni furono così arrecate alle barbette delle torri e al ponte sottostante. Avvolto dalle fiamme, il Pensacola riuscì comunque a mantenere una velocità di 7-8 nodi con il solo albero motore di dritta esterno, poiché quello interno aveva smesso di funzionare quando la sala macchine di poppa era stata del tutto sommersa. Con il timone mantenuto tra i 5° e 10° fu in grado di dirigere su Tulagi, entrando nel piccolo porto alle ore 03:45 del 1º dicembre. Qui le squadre antincendio della nave, coadiuvate da quelle mandate da terra, lottarono con gli incendi per quasi dodici ore, salvando in ultimo l'incrociatore. Esse si dedicarono dunque a raffreddare i ponti e i locali interni, per impedire che i vapori dell'olio combustibile potessero nuovamente prendere fuoco.

#### 1943
A Tulagi fu infine operata qualche riparazione e, sempre con una sola elica funzionante, il Pensacola partì per Espiritu Santo, dove rimase dal 7 dicembre 1942 al 7 gennaio 1943 venendo sottoposto a riparazioni più estese. Salpò nuovamente e fece rotta su Pearl Harbor, raggiunta il 27 gennaio. Nella grande base statunitense fu eseguita una vasta e approfondita ricostruzione della nave assieme ad alcune alterazioni del progetto originale. Il processo ebbe termine negli ultimi giorni di ottobre 1943.
Durante il raddobbo il 4 marzo il capitano Lowe, spossato, lasciò il comando del Pensacola, che rimase vacante sino al 19 maggio quando subentrò il capitano di vascello Allen Prather Mullinix. Questi fu poi sostituito dal pari grado Randall Euesta Dees il 12 giugno 1943. Tornato operativo, il Pensacola prese il mare l'8 novembre come parte della Quinta Flotta del viceammiraglio Spruance, diretta sull'arcipelago delle Gilbert per occupare l'atollo di Tarawa. Il 19 novembre la flotta statunitense diede inizio a un giorno di continuo bombardamento aeronavale su un'isola in particolare dell'atollo (Betio), dove erano concentrate le difese giapponesi: il Pensacola sparò circa 600 proiettili. Il giorno successivo si svolse il sanguinoso sbarco e l'incrociatore rimase al largo con le forze di copertura attorno alle portaerei; tuttavia un sommergibile nipponico silurò la portaerei leggera USS Independence, che il Pensacola accompagnò a Funafuti nelle isole Ellice. Per il resto di novembre e tutto dicembre continuò a proteggere le portaerei, impegnate in alcuni raid sulle Gilbert ma soprattutto a lanciare incursioni sulle isole Marshall in preparazione dell'assalto a questo arcipelago.

#### 1944

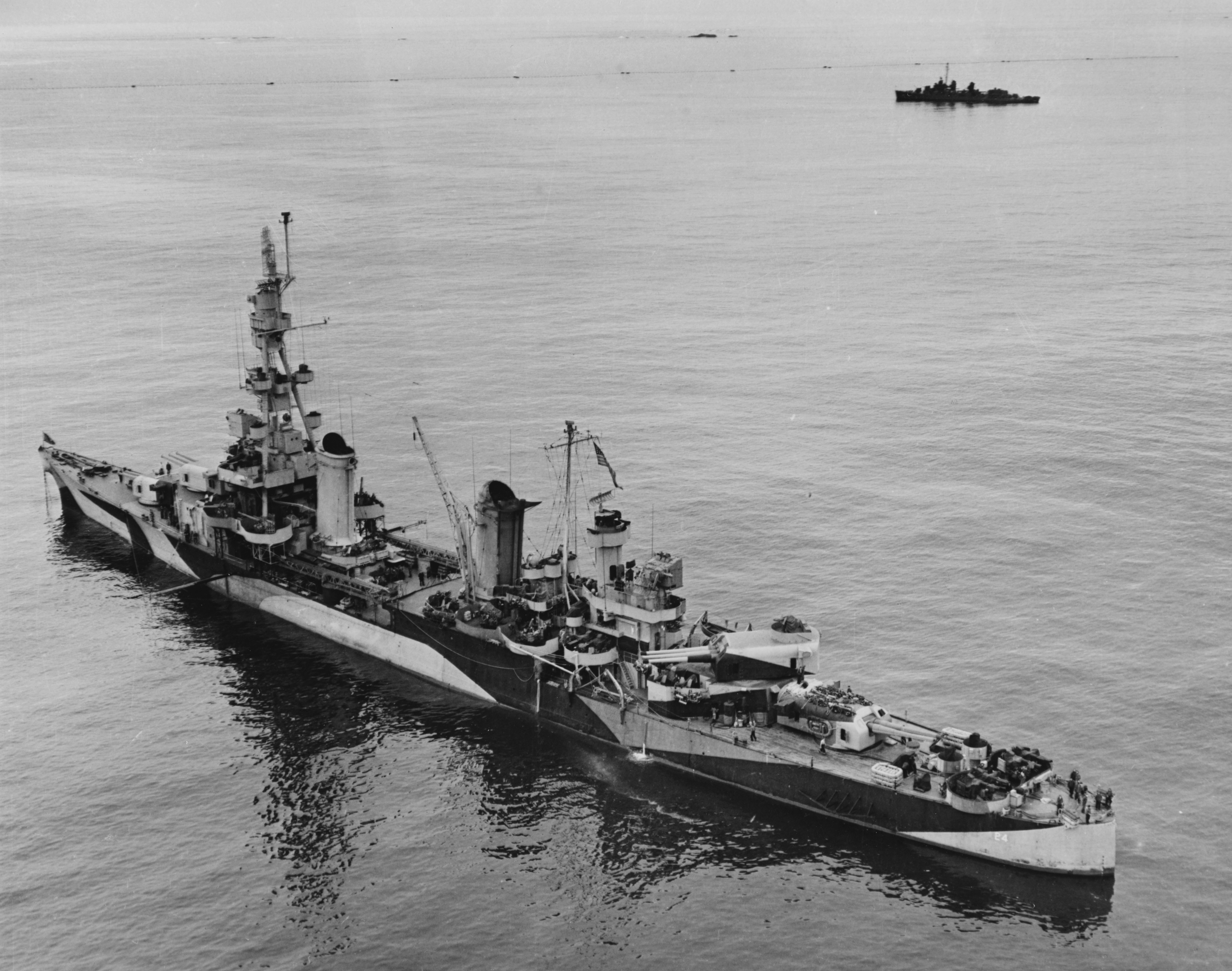
Il Pensacola nelle acque del Pacifico settentrionale, visto di tre quarti di poppa da sinistra: da notare lo schema mimetico e le postazioni per i cannoni Bofors all'estrema poppa

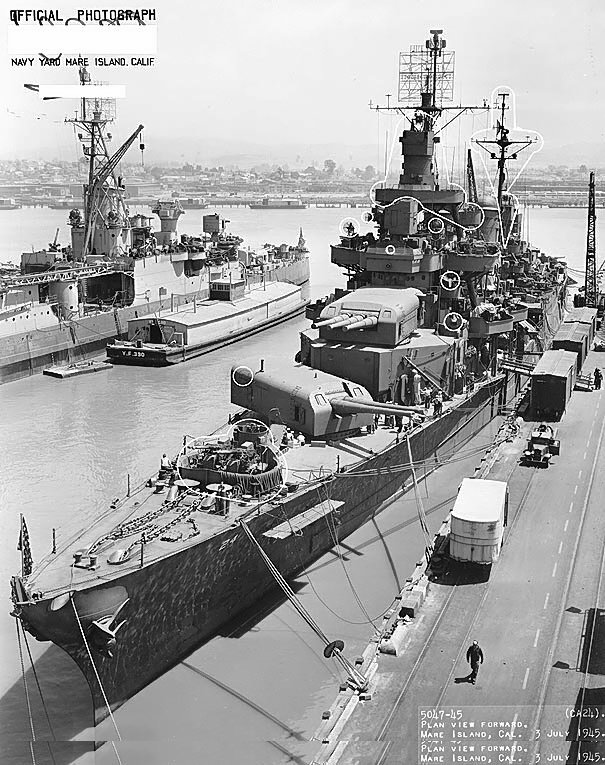
Il Pensacola ai cantieri di Mare Island, nell'estate 1945

Dopo i numerosi e distruttivi bombardamenti preliminari, la Task force 58 di portaerei d'attacco del viceammiraglio Marc Mitscher giunse nelle acque delle Marshall occidentali per procedere alla conquista degli atolli di Kwajalein, Majuro ed Eniwetok. Il Pensacola faceva parte della forza da bombardamento costiero e supporto ravvicinato, rovesciando tonnellate di granate sugli obiettivi segnalati dalle truppe sbarcate il 31 gennaio 1944 e il 1º febbraio; la campagna s'imbatté in una resistenza sostanzialmente modesta e quindi il 18 febbraio l'incrociatore poté lasciare l'area. Il mese successivo costituì con numerose altre unità la scorta per un gruppo di portaerei della TF 58, che scortò in una serie di incursioni sulle isole Caroline (30 marzo-1º aprile) dirette sulle installazioni giapponesi di Yap, Ulithi, Woleai e isole Palau. Il 25 aprile fu distaccato e destinato al teatro settentrionale del fronte del Pacifico; il 27 maggio, dopo rifornimento e revisione, giunse nelle isole Aleutine sottoposte al comando militare del viceammiraglio Fletcher. Il Pensacola partecipò all'attacco alle isole Curili bombardando intensamente Matsuwa il 13 giugno e capo Kurabuzaki (Paramushiro) il 26 giugno, quindi trascorse il mese di luglio eseguendo regolari pattugliamenti al largo dell'Alaska. Nel mese di agosto fece tappa a Pearl Harbor per un periodo di riposo.
Il 29 settembre il Pensacola partì dalla base e fu aggregato a una squadra che attaccò di sorpresa le isole di Wake (3 ottobre) e Marcus (9 ottobre), nel tentativo di sviare l'attenzione dei comandi giapponesi lontano dalle Filippine, che erano il prossimo obiettivo degli stati maggiori congiunti statunitensi su insistenza del generale Douglas MacArthur; il 16 ottobre si unì alle vaste forze navali riunite per la riconquista delle Filippine. Nel dettaglio venne integrato nel Task Group 38.1 del viceammiraglio John MacCain, centrato sulle portaerei USS Hornet, USS Wasp, USS Hancock, USS Monterey e USS Cowpens protette da una forte scorta (incrociatori pesanti Salt Lake City, USS Chester, USS Boston, leggeri San Diego e USS Oakland, quattordici cacciatorpediniere). Il 20 ottobre 1944 si svolse lo sbarco su Leyte e la Marina imperiale giapponese attivò il piano predisposto per una simile eventualità, inviando tre distinte flotte per chiudere in una morsa le forze anfibie statunitensi: il Pensacola seguì il gruppo aeronavale formato d'urgenza dall'ammiraglio William Halsey che il 25 ottobre intercettò e disperse la "Flotta settentrionale" nipponica (vale a dire la componente aeronavale della 1ª Flotta mobile), ma non intervenne direttamente.
Dopo la completa vittoria a Leyte, il Pensacola fece rotta a nord con una numerosa squadra e operò un bombardamento su Iwo Jima, nelle isole Ogasawara. Tornato a Ulithi, divenuta nel frattempo la principale base statunitense per le operazioni verso l'arcipelago giapponese, vi rimase per alcune settimane. Il 20 novembre l'equipaggio avvistò la scia di un periscopio ma l'allarme non fu lanciato abbastanza tempestivamente, giacché il sommergibile tascabile nipponico penetrato in rada lanciò i siluri e centrò la petroliera di squadra Mississinewa, che affondò. Da Ulithi il Pensacola operò contro Iwo Jima e cannoneggiò l'isola l'8 dicembre (sparando nell'occasione oltre 500 proietti con la batteria da 203 mm), il 24 e 27 dicembre.

#### 1945

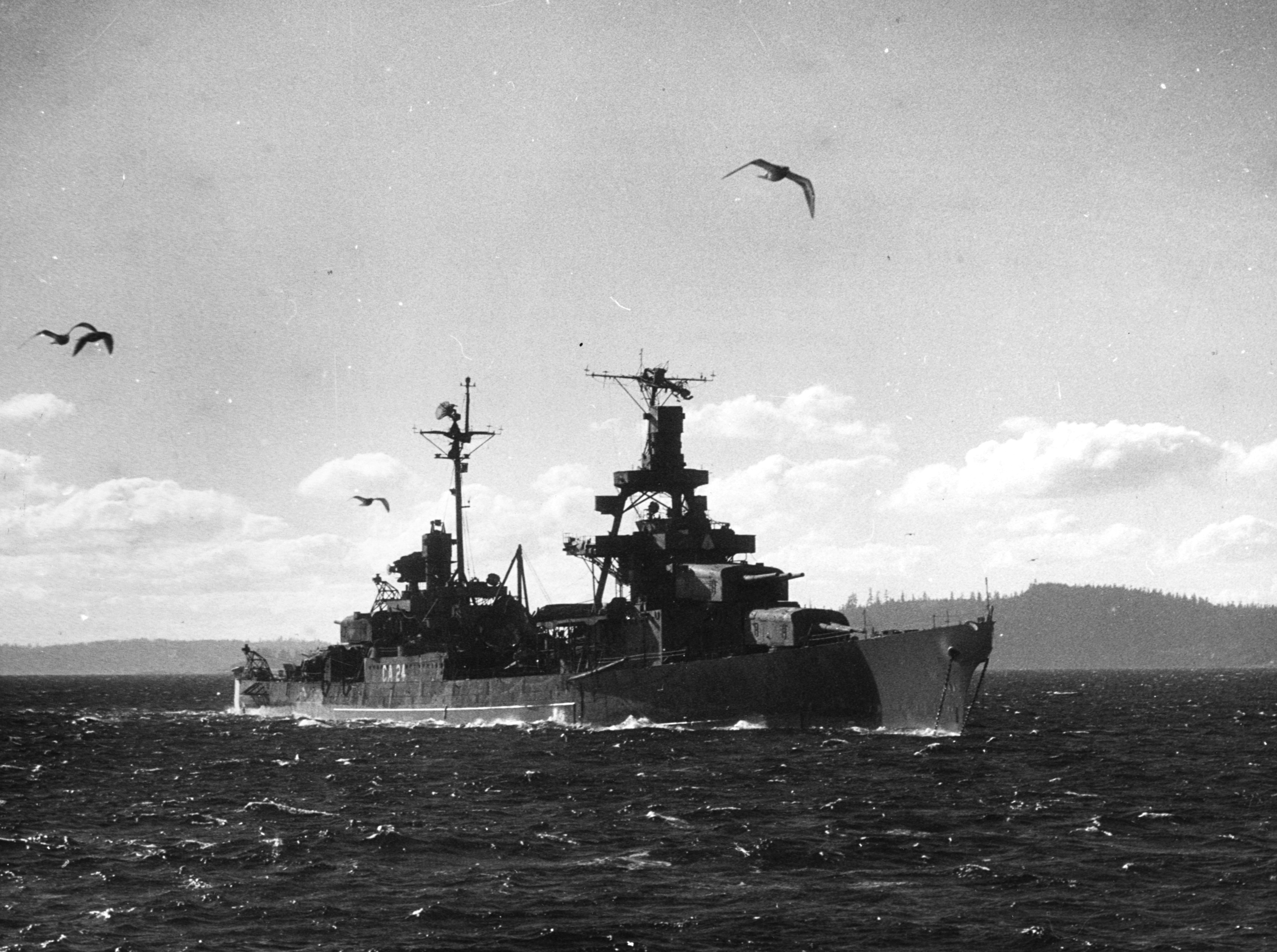
Il Pensacola viene preparato per fungere da bersaglio per il 10 novembre 1948

Il 5 gennaio 1945 e il 27 gennaio il Pensacola ripeté i bombardamenti preliminari all'assalto anfibio a Iwo Jima. Fu quindi aggregato alla Task force 54 del contrammiraglio Bertram Rogers, incaricata di fornire fuoco di supporto ravvicinato, la quale eseguì gli ultimi cannoneggiamenti pre-sbarco: il 16 febbraio s'accanì sull'area nord-orientale dell'isola. Il 17 febbraio la TF 54 fu accolta invece da un preciso e nutrito fuoco dalle postazioni mimetizzate dell'artiglieria nipponica e il Pensacola fu colpito sei volte, lamentando 17 morti e 119 feriti tra l'equipaggio. Mantenne ciononostante il proprio posto e continuò ad appoggiare le divisioni marine dall'inizio della battaglia fino al 3 marzo, quando fece rotta per Ulithi dove poté rifornirsi ed essere riparato. Il 20 marzo lasciò la base in vista dell'inizio della campagna per Okinawa, ultima isola fortificata da espugnare prima di poter attaccare direttamente il Giappone. La Quinta Flotta, del quale il Pensacola faceva parte, condusse pesanti e continui bombardamenti tra la fine di marzo e il 1º aprile, giorno dello sbarco. Il 27 marzo il Pensacola fu bersaglio di due siluri, che evitò di misura (appena 6 metri), quindi sostenne con il proprio tiro le divisioni sbarcate fino al 15 aprile, giorno nel quale partì per la costa occidentale degli Stati Uniti; gettò le ancore ai cantieri di Mare Island, dove fu sottoposto a una revisione completa. Qui il capitano di vascello Dees passò il comando al pari grado Willard John Suits.
Il 3 agosto il Pensacola salpò e giunse in Alaska: l'equipaggio ricevette allora la notizia che il 15 agosto l'Impero giapponese si era arreso agli Alleati, sancendo la fine del conflitto.

### Ultimi anni e affondamento
Alla fine di agosto il Pensacola fu riassegnato alla 5ª Divisione incrociatori, con la quale raggiunse l'8 settembre Ominato, sulla costa settentrionale di Honshū. Nel corso di novembre, nel quadro della gigantesca operazione Magic Carpet (il rimpatrio del personale militare smobilitato), accolse a bordo 200 soldati a Iwo Jima e li lasciò in California il 3 dicembre; fece poi rotta sull'isola di Guam, caricò 700 uomini l'8 dicembre e riprese subito il mare, facendoli scendere a San Diego l'8 gennaio 1946. Nel mese di febbraio a Suits subentrò il capitano di vascello Donald Ramsey, ultimo comandante del Pensacola. Infatti l'incrociatore era stato selezionato, assieme al gemello Salt lake City e numerose altre navi, per fungere da bersaglio nel test atomico programmato all'atollo di Bikini, nelle Marshall. Il 1º luglio un ordigno fu fatto detonare a una certa altezza dalla superficie e il 25 luglio un secondo scoppiò sott'acqua, ma il Pensacola non affondò sebbene avesse riportato danni. Rimorchiato nella laguna di Kwajalein, fu ufficialmente radiato dal servizio il 26 agosto e scelto per divenire un bersaglio durante un'esercitazione della flotta. Fu affondato il 10 novembre nel corso di pratiche di tiro di navi da guerra statunitensi.
L'incrociatore pesante Pensacola ricevette tredici Battle Star per il servizio reso durante il conflitto.